# Bartolomé de Olmedo
Bartolomé Ochaita, más conocido como fray Bartolomé de Olmedo (nacido en Olmedo, posiblemente en 1485, y fallecido en la Nueva España, en octubre de 1524) fue un fraile mercedario que acompañó a Hernán Cortés en la conquista de México.

## Biografía

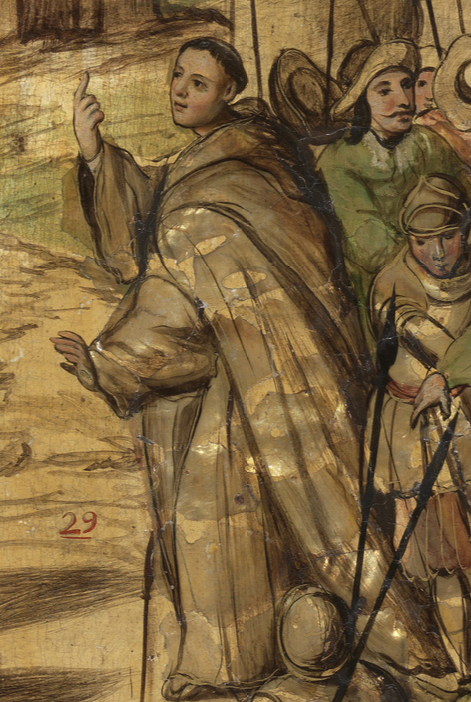
Representación de Bartolomé de Olmedo realizada por Juan González y Miguel González, 1698

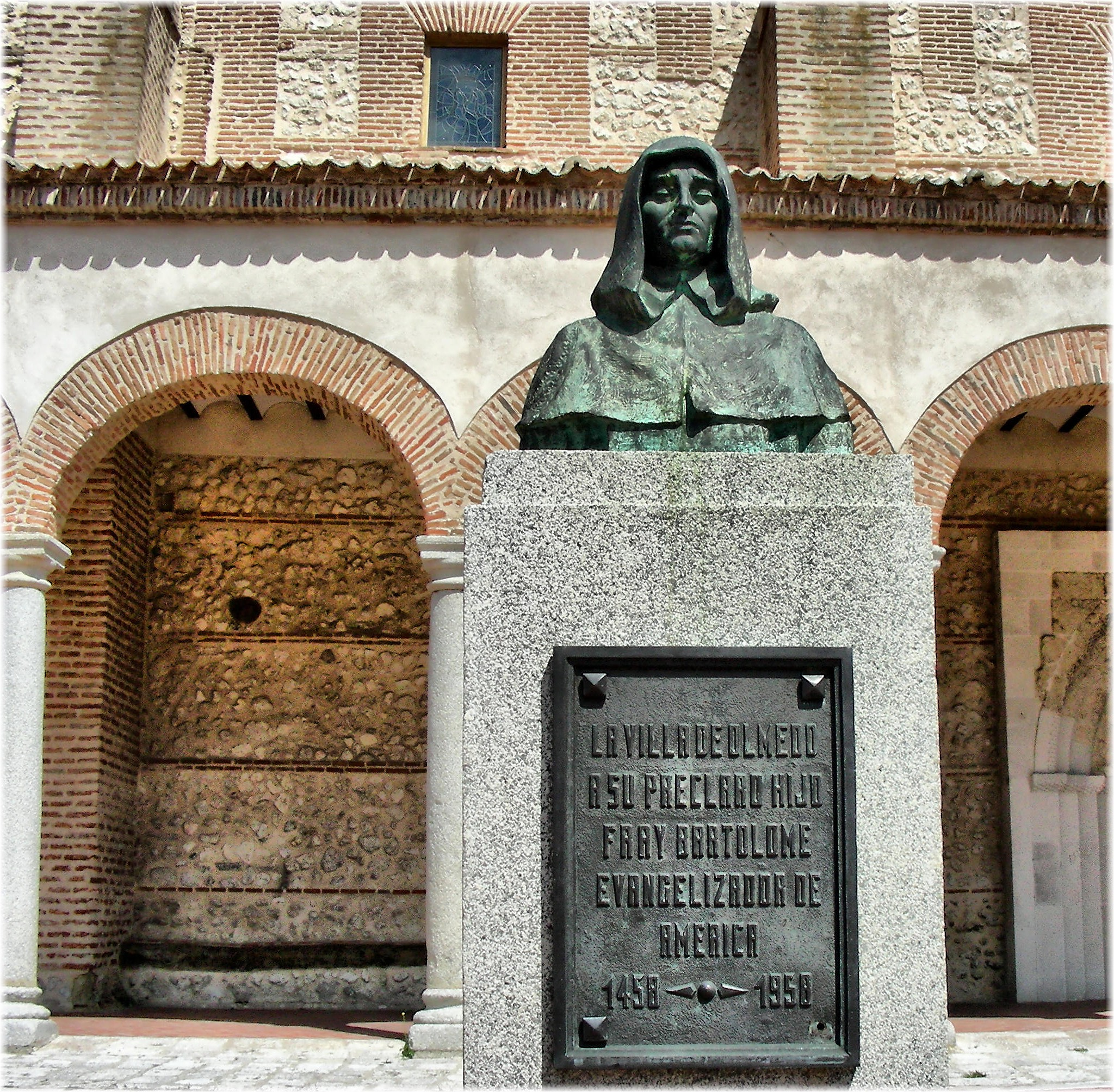
Monumento en su localidad natal de Olmedo

Nació en Olmedo, donde su padre era médico. Entre 1514 y 1518 fray Bartolomé evangelizó en Santo Domingo. En 1519 se embarcó en la expedición de Cortés para conquistar lo que se llamó la Nueva España. Fray Bartolomé de Olmedo se ocupó de la evangelización de los indígenas (al principio, con un talante menos impositivo que el del propio Cortés), y en particular de La Malinche; celebró la primera misa en territorio mexica y en México Tenochtitlan y, como hombre de confianza de Cortés, participó por su encargo en negociaciones y misiones diplomáticas. Así, Olmedo formó parte de la comisión que fue al encuentro del Pánfilo de Narváez cuando llegó a la Nueva España enviado por el gobernador de Cuba Diego Velázquez para apresar a Cortés.
Fray Bartolomé de Olmedo adoctrinó a Moctezuma el tiempo que estuvo cautivo de Hernán Cortés y procuró su conversión, pero finalmente el tlatoani murió antes de ser bautizado. Fue el encargado también de bautizar a las veinte mujeres que regalaron los caciques de Tabasco a Hernán Cortés, entre las cuales estuvo la Malinche, que al ser cristianizada recibió el nombre de Marina. Fueron éstas las primeras mujeres cristianas que hubo en la Nueva España.
Alrededor de 1524 Cortés le encomendó la administración del Hospital de la Purísima Concepción y Jesús Nazareno, conocido como el Hospital de Jesús. Murió en México ese mismo año, en el mes de octubre.